# Villa Stoll

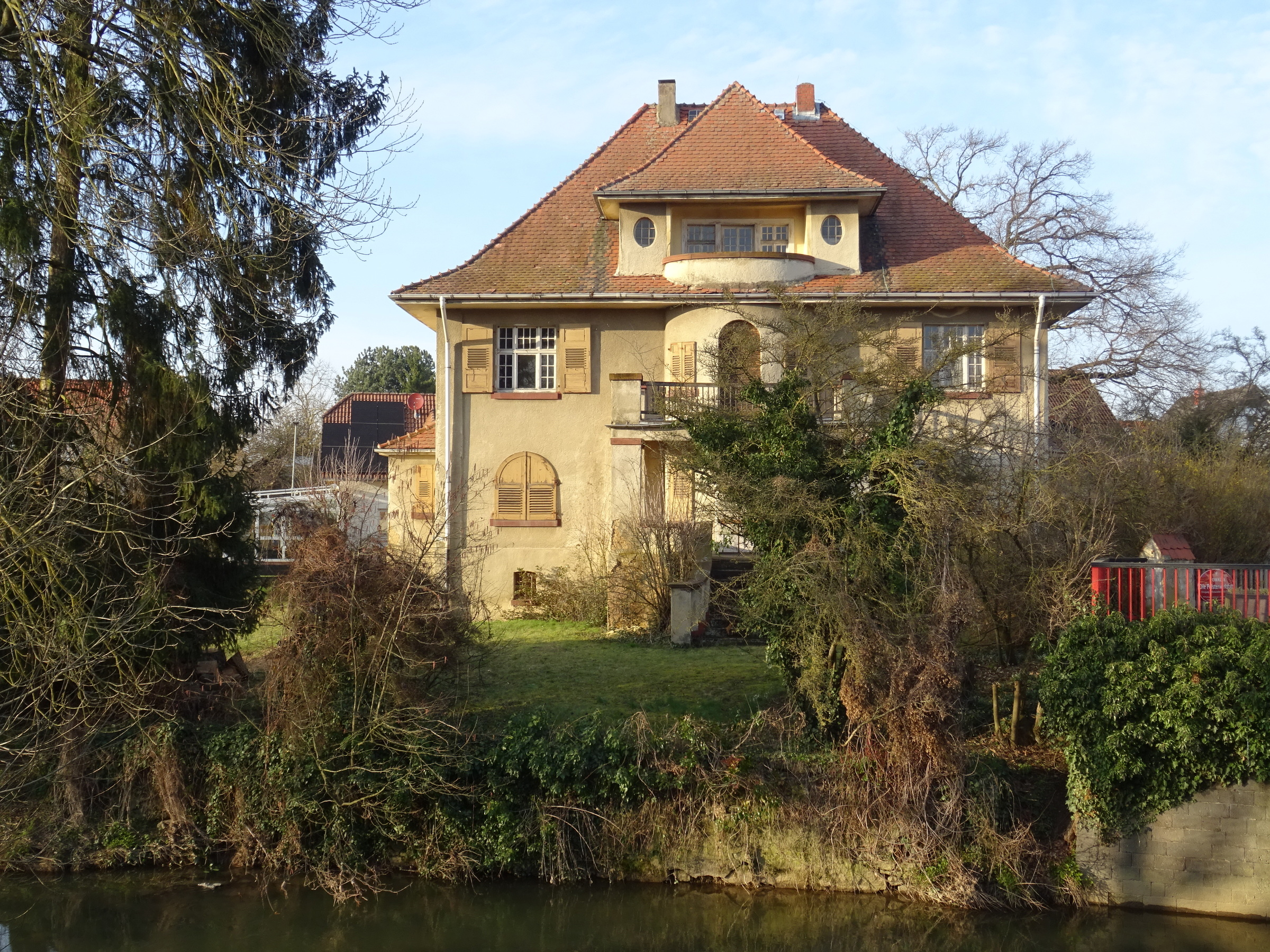
Villa Stoll von Süden (2024)

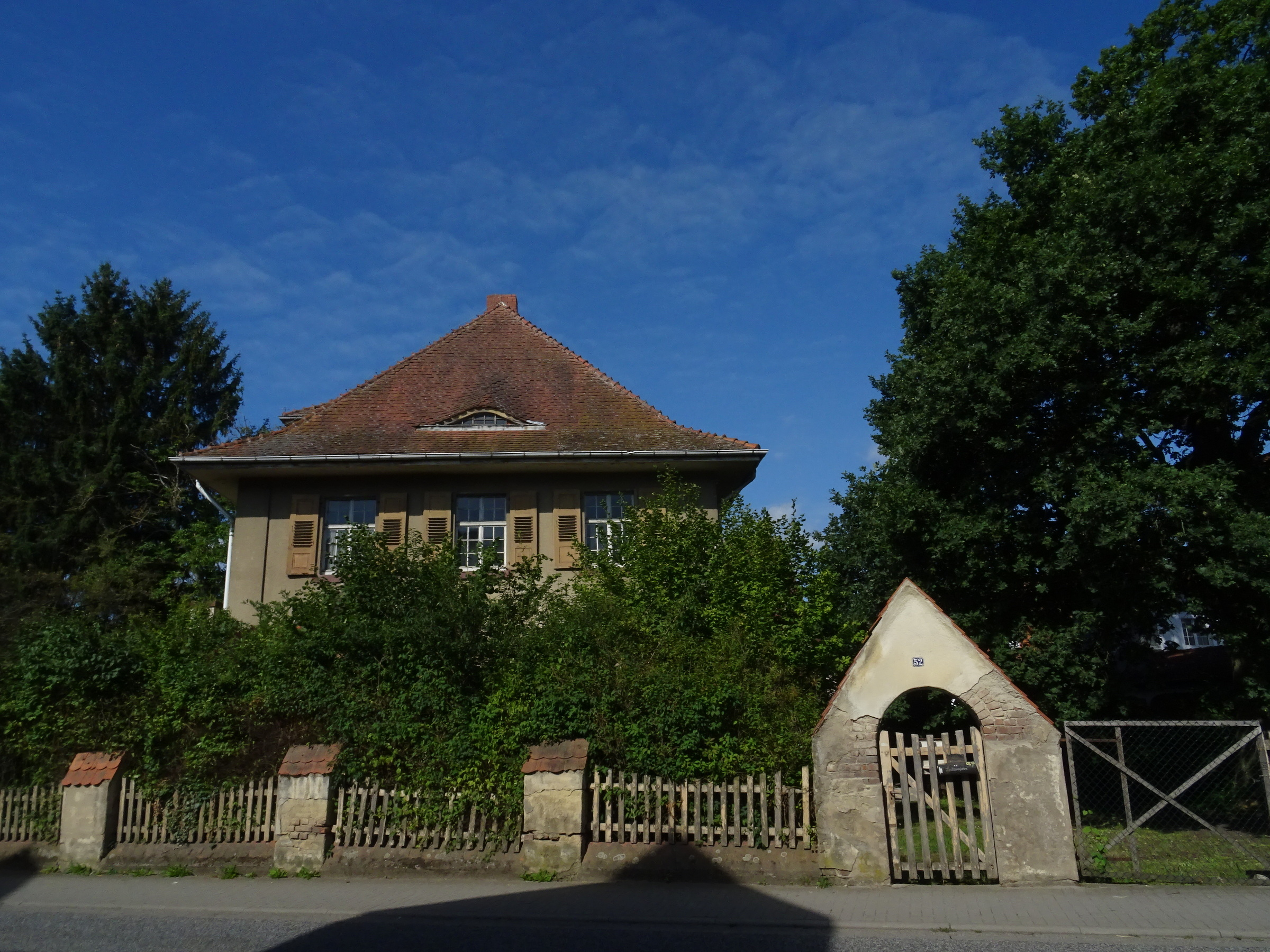
Villa Stoll von Osten (2023)

Die Villa Stoll, auch Villa Dr. Stoll oder Stoll-Villa, ist ein bürgerliches Wohnhaus im hessischen Ober-Mörlen, Frankfurter Straße 54. Errichtet wurde die Villa in den 1920er Jahren für die Familie des Dorfarztes Philipp Stoll. Sie steht unter Denkmalschutz und war Drehort für mehrere Tatort-Folgen.

## Lage und Architektur
Das Haus steht außerhalb des Ortskerns am nördlichen Ufer der Usa, direkt an der ebenfalls denkmalgeschützten Brücke, und damit in der Blickachse der vom Ortskern kommenden Frankfurter Straße. In der Mittelachse der repräsentativ gestalteten südlichen Fassade umschließt eine vorgebaute Veranda einen gerundeten Standerker, der sich oberhalb der Traufe des Walmdachs in der Brüstung des Austritts vor dem breiten Dachhaus fortsetzt. Als besonders erhaltenswertes Element nennt der Denkmaleintrag auch die Einfriedung des Grundstücks, die als Holzzaun zwischen gemauerten Pfeilern mit Ziegelabdeckung gestaltet ist. Die relativ schlichte und eher traditionelle Gestaltung des Hauses lässt sich der Reformarchitektur zuordnen. Das Gebäude ist ein Kulturdenkmal aus künstlerischen und ortsgeschichtlichen Gründen.

## Nutzungsgeschichte
Neben den Wohnräumen der Familie Stoll war im Erdgeschoss auch die Arztpraxis des Bauherrn untergebracht. Philipp Stoll wurde 1873 in Westhofen in einer Winzerfamilie geboren und studierte in Gießen und Marburg Medizin. 1901 trat er die Stelle als Arzt mit Wohnsitz im Dorf an, wobei er auch Patienten in Langenhain-Ziegenberg, Nieder-Mörlen, Steinfurth, Wisselsheim und Oppershofen betreute. 1904 heiratete er Margarethe Neuhardt aus Beienheim. Das 1901 erbaute Beienheimer Haus der Familie Neuhardt war eine Ortsattraktion, die auf einer zeitgenössischen Grußkarte abgebildet wurde. Möglicherweise war dies Anregung für den Ober-Mörler Hausbau. 1935 starb Philipp Stoll mit nur 61 Jahren und wurde in Beienheim beigesetzt.
Der am 30. September 1905 geborene Sohn Werner studierte ebenfalls Medizin und übernahm nach dem Tod des Vaters die Praxis. Die Tätigkeit wurde durch den Zweiten Weltkrieg unterbrochen und konnte erst 1948 nach seiner Rückkehr aus der Kriegsgefangenschaft wieder aufgenommen werden. 1959 bekam Werner Stoll die erste Ehrenbürgerwürde von Ober-Mörlen verliehen. Er starb am 28. August 1983 und wurde auf dem Ober-Mörler Friedhof beigesetzt. Zu seinen Ehren wurde später die Dr.-Werner-Stoll-Straße nach ihm benannt.
Das Gebäude ging durch Erbschaft an Elisabeth Otterbach (1911–1994), die den unverheirateten Werner Stoll in Haushalt und Praxis unterstützt hatte. Sie verkaufte einen Teil des Gartens an der Königstraße, um den Unterhalt zu decken. Auf dem Gelände wurden Wohnhäuser erbaut. Letztlich wurde auch die Villa selbst verkauft.

## Drehort
Von 2014 bis 2016 wurden in dem leerstehenden Gebäude Szenen mehrerer Tatort-Folgen gedreht. Es war darin das Wohnhaus des Frankfurter Kommissars Paul Brix (gespielt von Wolfram Koch), der bei seiner Freundin und Hausbesitzerin Fanny (Zazie de Paris) lebt, etwa in Kälter als der Tod und Hinter dem Spiegel. In Fürchte dich (gedreht 2016, gesendet 2017) wird das Gebäude zum Gespensterhaus und durch einen Brand zerstört. Die Brandszenen wurden allerdings nicht in dem denkmalgeschützten Gebäude gedreht, sondern in einem Nachbau in einem Hangar in Babenhausen.
2020 wurden Szenen des Kinofilms Trübe Wolken des hessischen Nachwuchsregisseurs Christian Schäfer in der Villa gedreht.